# متاحف الفاتيكان
{{بطاقة متحف
| name = Vatican Museums
| collections = 
| network = 
| parking = 
| car_park = 
| publictransit = 
| owner = 
| curator = 
| president = 
| director = Barbara Jatta
| founder = 
| visitors = 6,882,931 (2019)
| collection_size = 70,000
| key_holdings = 
| native_name = Musei Vaticani
| accreditation = 
| type = متحف فني
| location =   الفاتيكان
| established = 1506
| coordinates = 41°54′23″N 12°27′16″E / 41.90639°N 12.45444°E
| map_caption = Location of the Vatican Museums within Vatican City
| map_size = 250px
| map_type = Vatican City
| alt = 
| caption = The Vatican Museums as seen from the dome of كاتدرائية القديس بطرس
| image = Rome Vatican Museums.jpg
| native_name_lang = it
| website = الموقع الرسمي

متاحف الفاتيكان (بالإيطالية: Musei Vaticani) هي عبارة عن مجموعة متاحف في نفس الوقت مدينة الفاتيكان. تعرض المتاحف مجموعة كبيرة من الأعمال التي تملكها كنيسة الرومانية الكاثوليكية. تأسس متحف الفاتيكان بشكل رسمي عام 1506، علمًا أن البابا جوليوس الثاني أوجد المتاحف في القرن الثالث عشر. تعتبر قبلة المتحف كنيسة سيستينا وغرف رافاييل والتي تم تزيينها بواسطة الفنان رافاييل. زار المتاحف في 2007 قرابة 4,300,000 شخص.

## تاريخ
ترجع بداية تأسيس متاحف الفاتيكان إلى منحوتة رخامية واحدة اشتراها الفاتيكان قبل نحو 500 عام. وهي تمثال لاكون وأبناؤه "Laocoön and His Sons". وهو الكاهن الذي حسب المثيولوجيا الإغريقية حاول أن يقنع شعب طروادة بأن لايقبلوا «هدية» اليونانيين وهي الحصان المجوف، وكان التمثال قد اكتشف في 14 يناير 1506 في مزرعة للعنب خلف بازلكية سانتا ماريا مايوري في روما. قام البابا جوليوس الثاني بإرسال جوليانو دو سانغالو ومايكل أنجلو الذي كان يعمل في الفاتيكان أرسلهم لدراسة الاكتشاف. وبناء على توصياتهما قام جوليوس الثاني بشراء المنحوتة من مالك مزرعة العنب.
قام جوليوس الثاني بوضع منحوتة «لاكون وأبناؤه في قبضة ثعبان البحر» للعرض العام. احتفل الفاتيكان في 2006 بمرور 500 عام على عرض المنحوتة.

## بيناكوتيتشا فاتيكانا
تم وضع مجموعة الفاتيكان في أحد البيوت في روما. حتى أمر البابا بيوس الحادي عشر ببناء مبنى مستقل صممه لوكا بلترامي في 27 أكتوبر 1932. المتحف لديه أعمال فنية لعدد من الفنانين بينهم مايكل أنجلو ورافيللو وفرا أنجيليكا.
يشتمل المتحف على لوحات مثل:
- لوحة Stefaneschi Triptych للرسام Giotto
- لوحة Opere di Misericordia للرسام Olivuccio di Ciccarello
- لوحات Madonna of Foligno, Oddi Altarpiece و Transfiguration للرسام Raphael's
- لوحة St. Jerome in the Wilderness للرسام Leonardo da Vinci
- لوحة Entombment للرسام Caravaggio
- لوحات Madonna و Child with Saints و San Francesco al Prato Resurrection للرسام Perugino
- لوحة Marsuppini Coronation للرسام Filippo Lippi
- لوحة Sobieski at Vienna للرسام Jan Matejko

## مجموعة الفن الديني الحديث
مجموعة الفن الديني الحديث تحوي عدد من الأعمال والمنحوتات لكارلو كارا وجورجيو دي كريكو.

## متاحف التماثيل
مجموعة المتاحف تتضمن عددا من المتاحف التي تحيط بساحة البلفيدير، وهي: متحف بيو كلمينتينو، متحف كيارامونتي، متحف غريغوريان اتروسكو والمتحف المصري (موزيو إيجيتسيانو).

## أقسام المتاحف
القسم الأول من المتحف هو معرض الفنون الذي كان يقع في شقة بورجيا حتى عهد البابا بيوس الحادي عشر الذي أمر بتشييد بناء أكثر ملائمة له كمتحف، ويختص هذا القسم من متحف الفاتيكان باحتوائه على الأيقونات واللوحات التي أنتجت للكنيسة خلال مراحل تاريخية مختلفة ولم تعد اليوم مستعملة في الكنائس أو الكاتدرائيات حول العالم؛ وهو يحوي عدد من أشهر الأعمال حول العالم كلوحة التجلي لرافائيل وكذلك لوحة سيدة فالينو لرافائيل، ولوحة القديس جيروم في البرية لليوناردو دا فنشي وعدد من الأعمال الأخرى لسائر فناني عصر النهضة؛ القسم الثاني من المتحف هو متحف الفنون الحديثة والذي يشمل أعمال الحقب التالية لعهد النهضة، ومن أشهر الفنانين المعروضة أعمالهم فيه، لوحات كارلو كارا وجورجيو دي شيركوه.
أما القسم الثالث من المتحف، فهو متحف النحت، الذي يقع مقره في ساحة البلفدير إلى الشمال من كاتدرائية القديس بطرس، ولم ينشأ هذا القسم إلا في عام 1770 خلال عهد البابا كليمنت الرابع عشر ثم قام البابا بيوس السادس بتوسعته؛ ويتألف المتحف من 54 صالة عرض، تحوي على المنحوتات والقطع الأثرية التي تملكها الفاتيكان والتي تعود للحقب الإغريقية والرومانية كذلك إلى عصر النهضة، وإلى جانب القطع الدينية المسيحية هناك القطع الوثنية خصوصًا لهرقل وأبولو وكذلك الفرعونية؛ هناك أيضًا عدد من الناوويس والمقابر ولوحات الفسيفساء التي تعود لفترة ما قبل الميلاد.
هناك مجموعة أخرى من المتاحف في الفاتيكان، كمتحف الصليب اليوناني ومتحف خاص بالتماثيل الضخمة ومتحفي Gregoriano Etrusco وEgiziano الذين أنشأهما البابا غريغوري السادس عشر، ويحوي المتحف الأخير على مجموعة من التحف المصرية القديمة من أوراق بردي وموميوات حيوانية وكتاب الأموات الشهير في الحضارة الفرعونية؛ هناك أيضًا متحف Chiaramont الذي يحوي أكثر من ثلاثة آلاف قطعة ولا يفتح عادة إلا لأغراض الدراسة؛ يحوي متحف الفاتيكان على قاعة خاصة للخرائط تظهر تطور رسوم الخرائط خلال تاريخ البشرية وقد أنشأت قاعة الخرائط أو معرض الخرائط خلال عهد البابا غريغوري الثالث عشر (1572 -1585).

## المتحف التاريخي للفاتيكان
تأسس متحف الفاتيكان التاريخي (بالإيطالية: Museo storico vaticano) في عام 1973 بناءً على طلب من البابا بولس السادس،  وتم استضافته في البداية في أماكن تحت ساحة الحديقة الخاة بالقصر. في عام 1987، تم نقله إلى الطابق الرئيسي قصر لاتيرانو في لاتران حيث تم افتتاحه في مارس 1991.
يحتوي متحف الفاتيكان التاريخي على مجموعة فريدة من صور الباباوات تؤرخ فترة ما بعد القرن السادس عشر إلى الآن، والأشياء المهمة من الفيلق العسكري البابوي في القرنين السادس عشر والسابع عشر والأدوات الدينية القديمة المتعلقة بطقوس البابوية. كما تُعرض في الطابق السفلي عربات papamobili والعربات والسيارات البخارية للباباوات والكاردينالات، بما في ذلك السيارات الأولى التي استخدمها الباباوات.

## تسليط الضوء على مجموعة من اللوحات

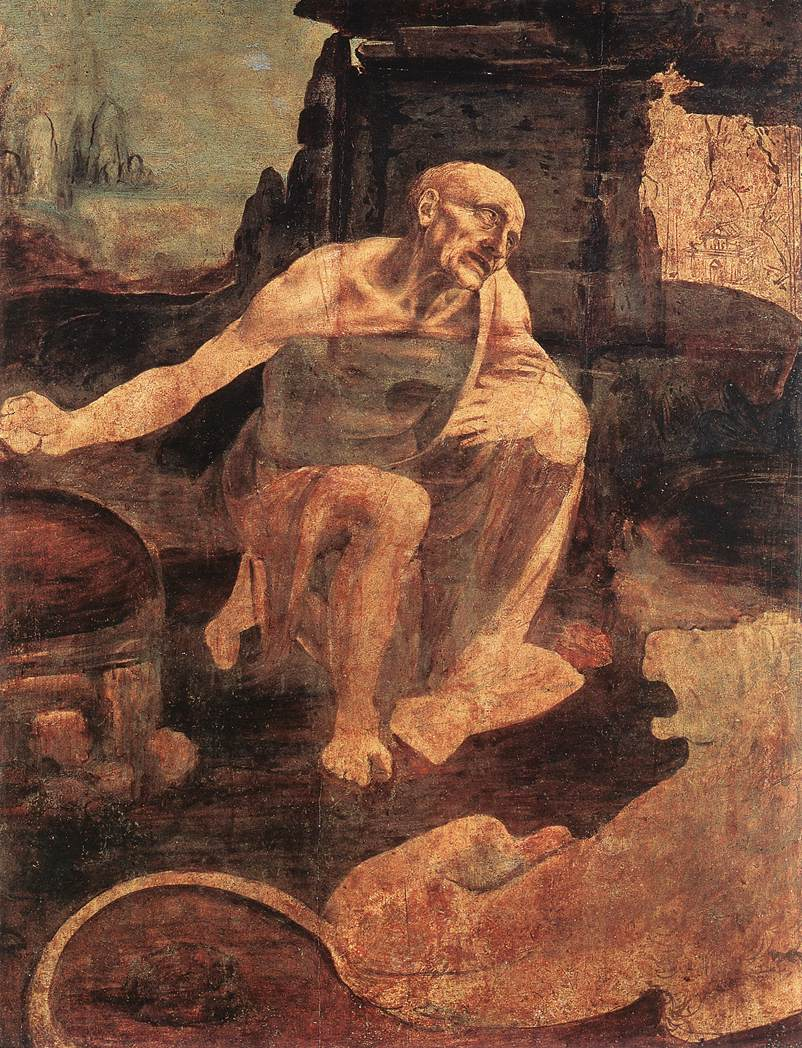
لوحة للرسام ليوناردو دافينتشي Saint Jerome in the Wilderness (Leonardo), 103 x 75 cm
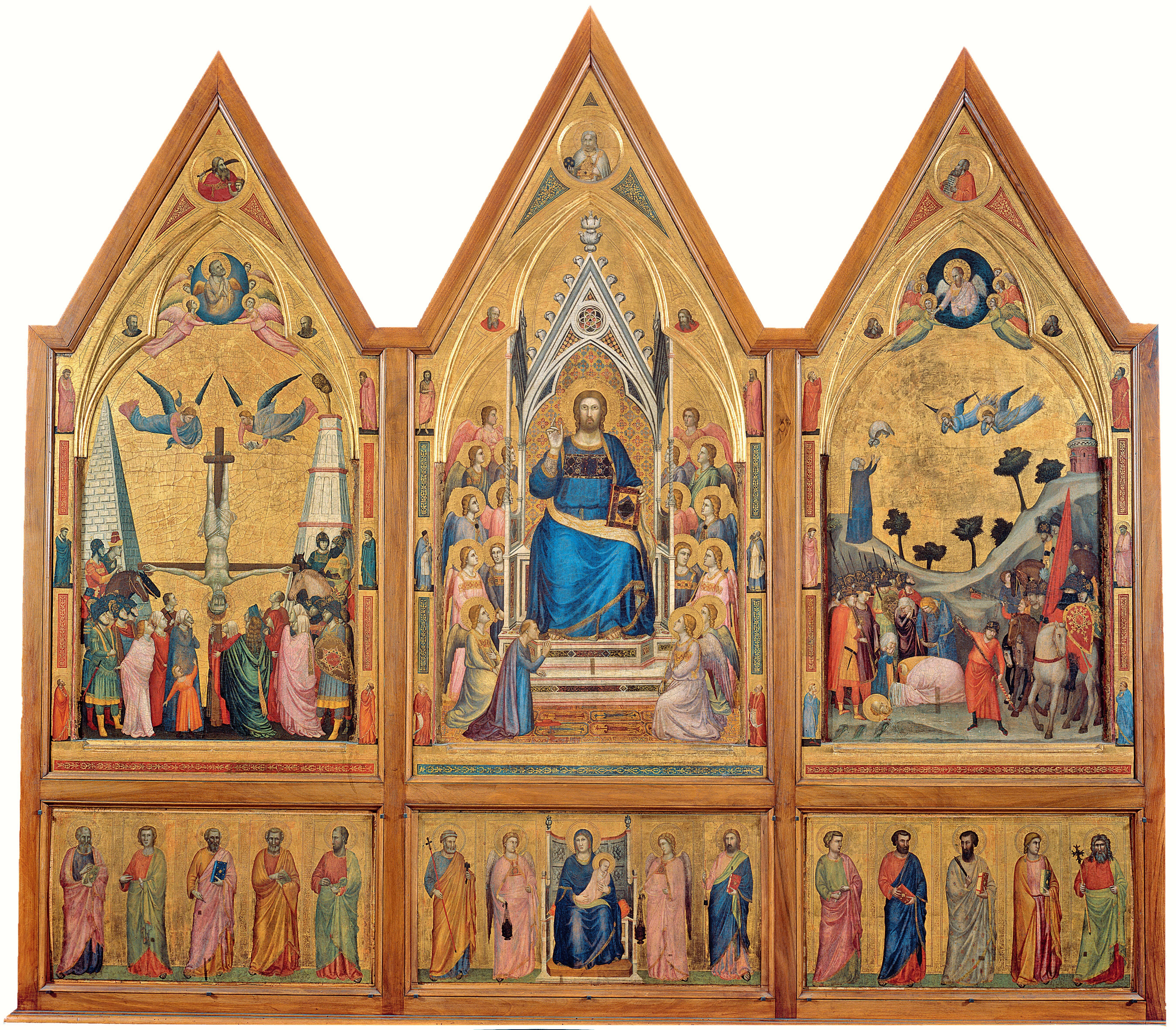
لوحة للرسام Giotto di Bondone Stefaneschi Triptych, 224 x 245 cm
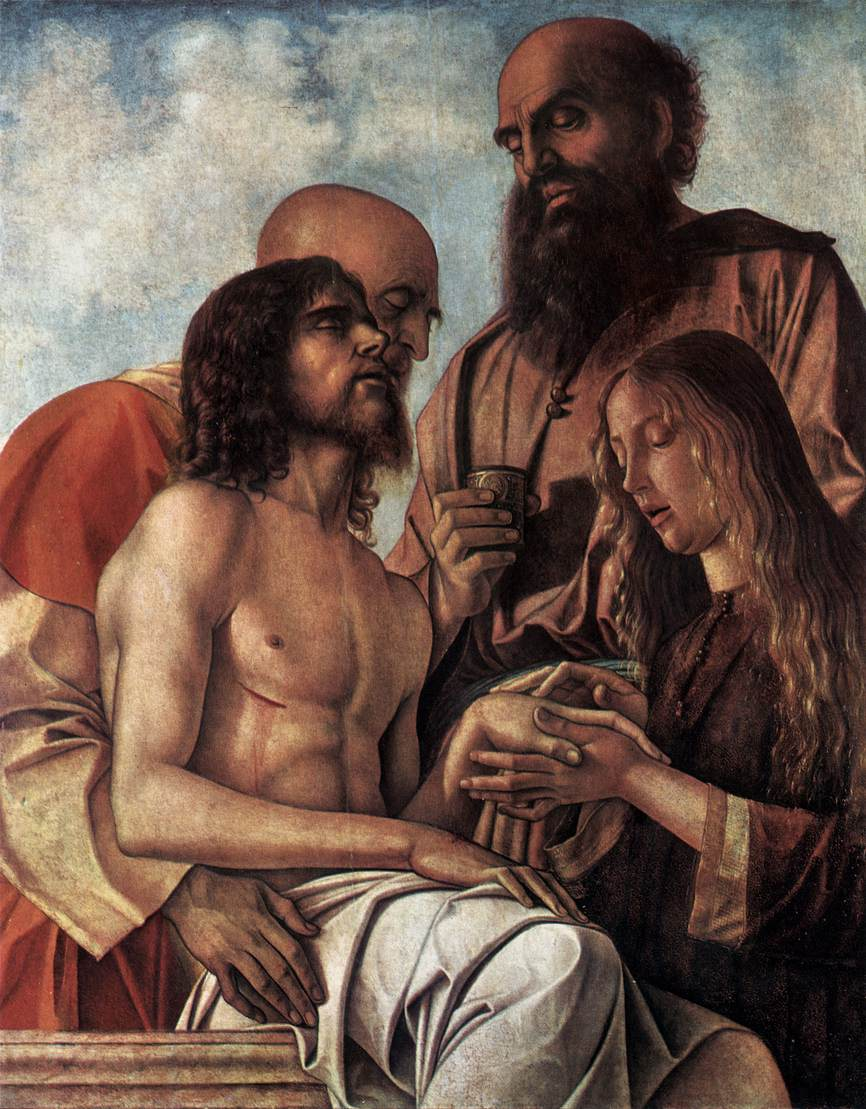
لوحة لـلرسام Giovanni Bellini Pieta, 106 x 84 cm
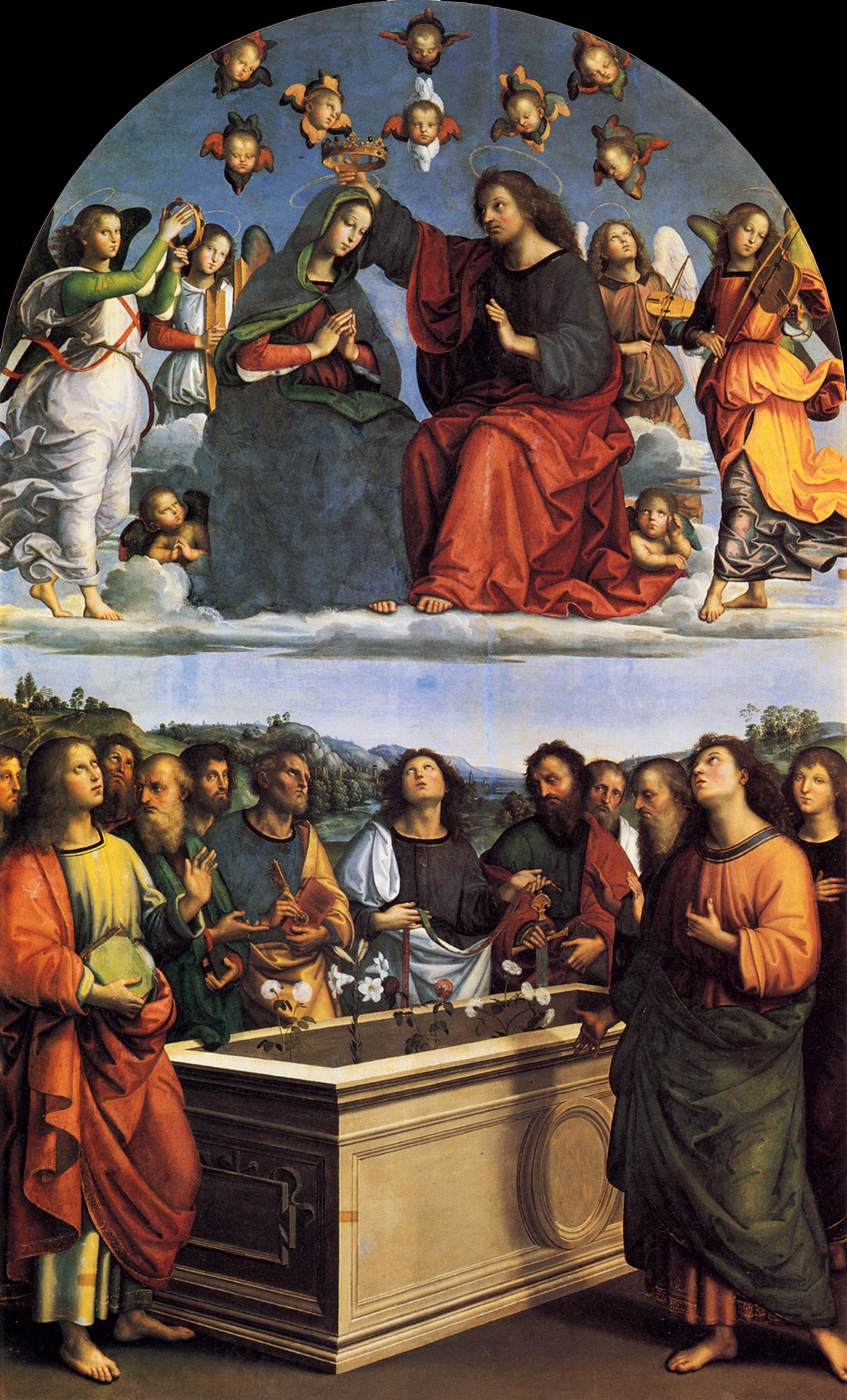
لوحة لـلرسام Raphael The Crowning of the Virgin, Oddi Altarpiece, 272 x 165 cm
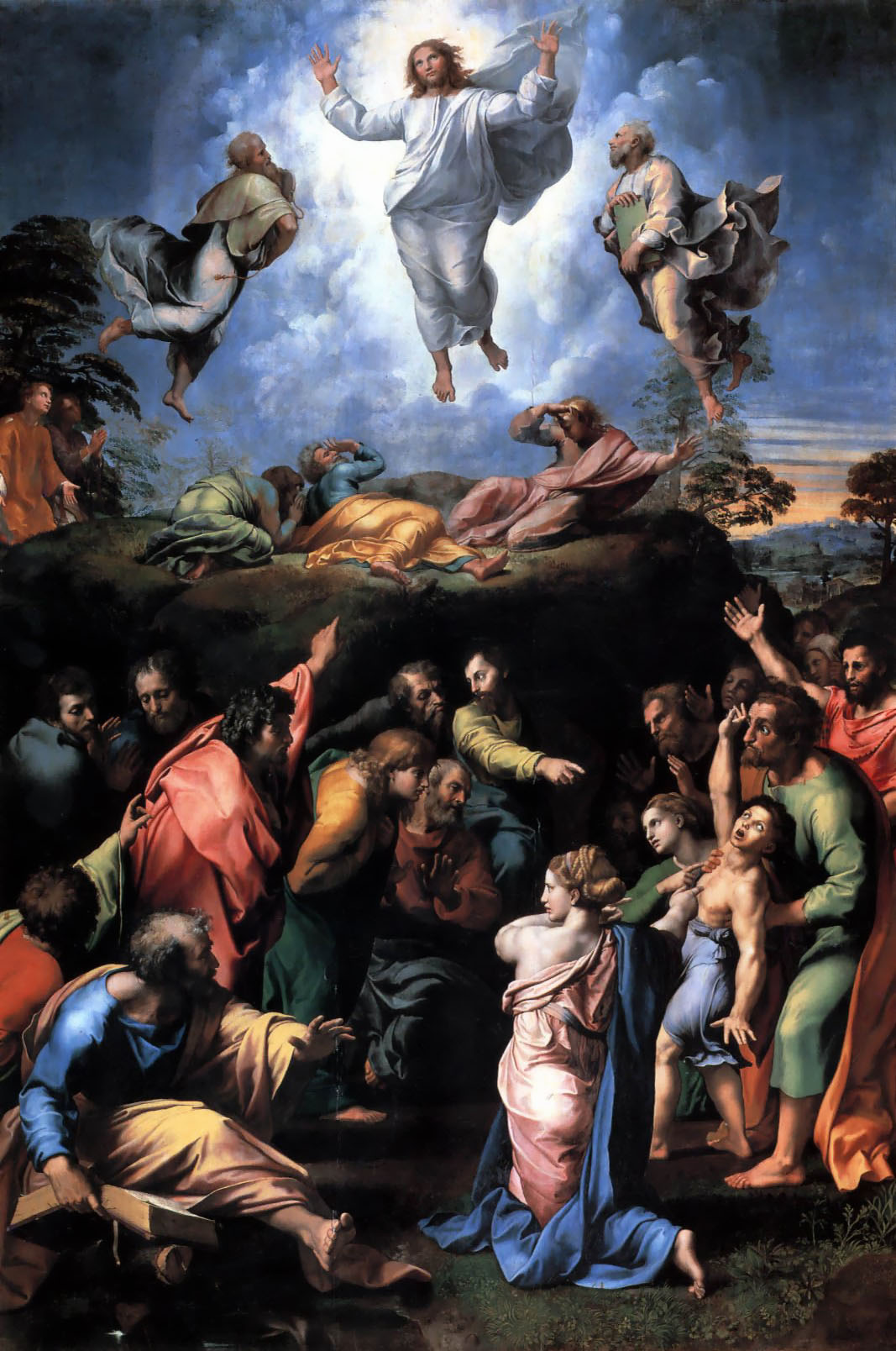
لوحة للرسام Raphael Transfiguration, 405 x 278 cm
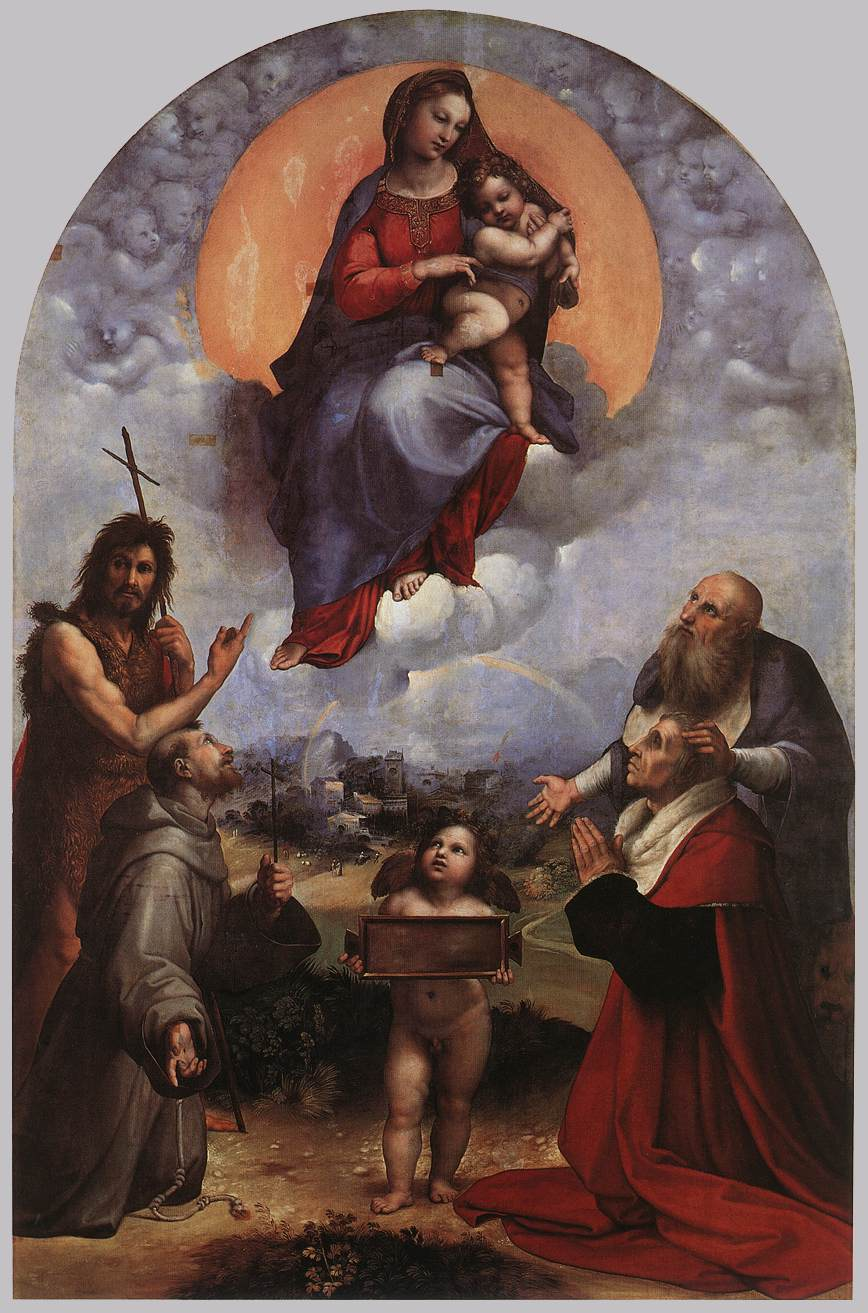
لوحة للرسام Raphael Madonna of Foligno, 320 x 194 cm
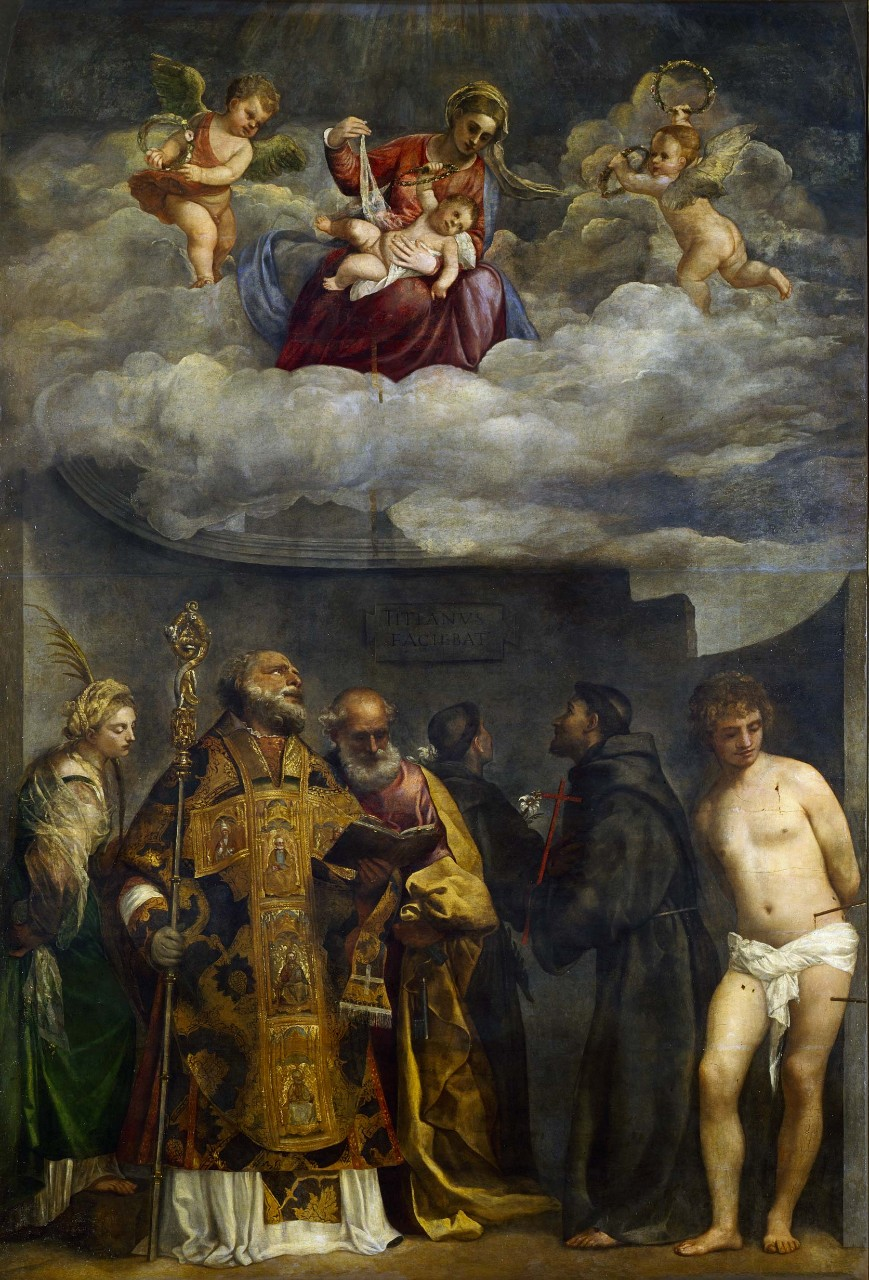
لوحة للرسام Titian Frari Madonna, 338 x 270 cm
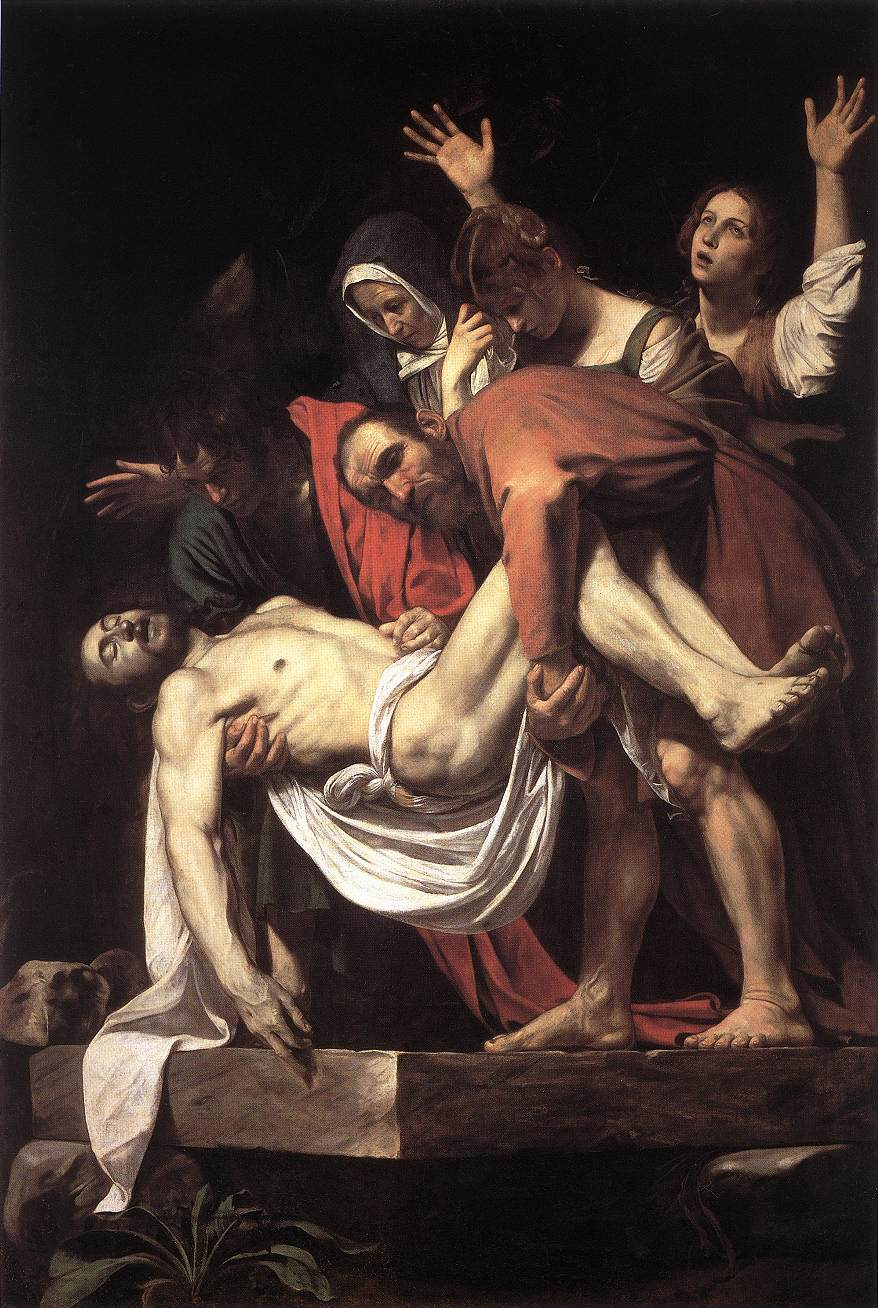
لوحة للرسام Caravaggio The Entombment of Christ, 300 x 203 cm
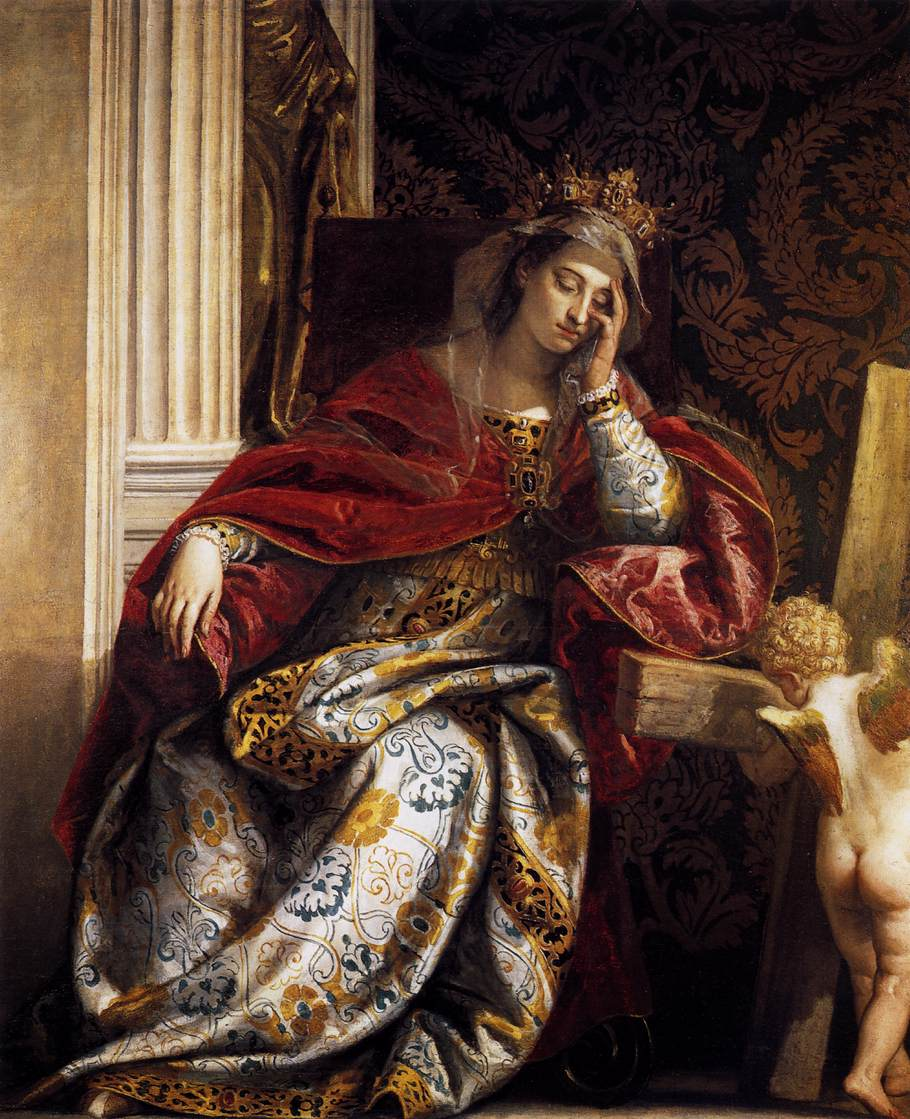
لوحة للرسام Veronese The Vision of St. Helen, 166 x 134 cm
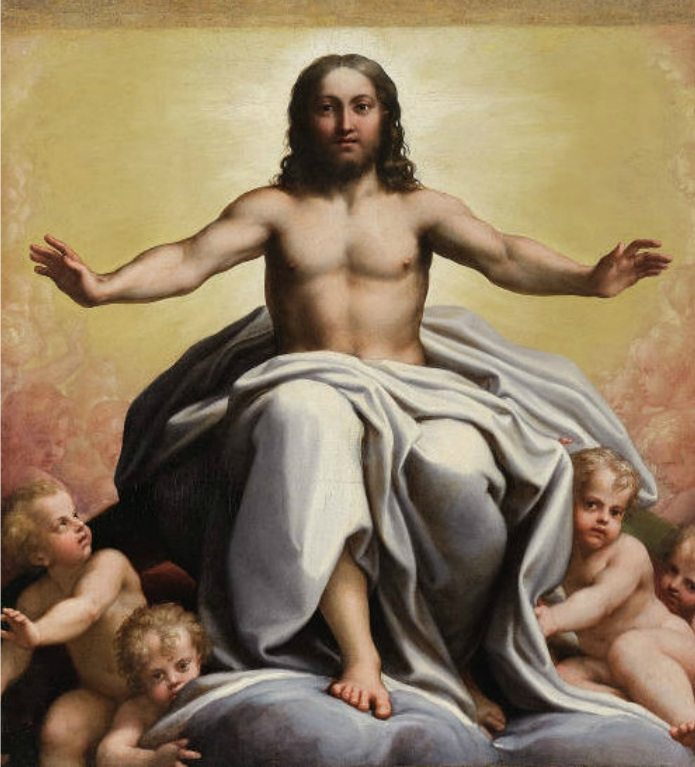
لوحة للرسام Correggio Christ in Glory, 105 x 98 cm
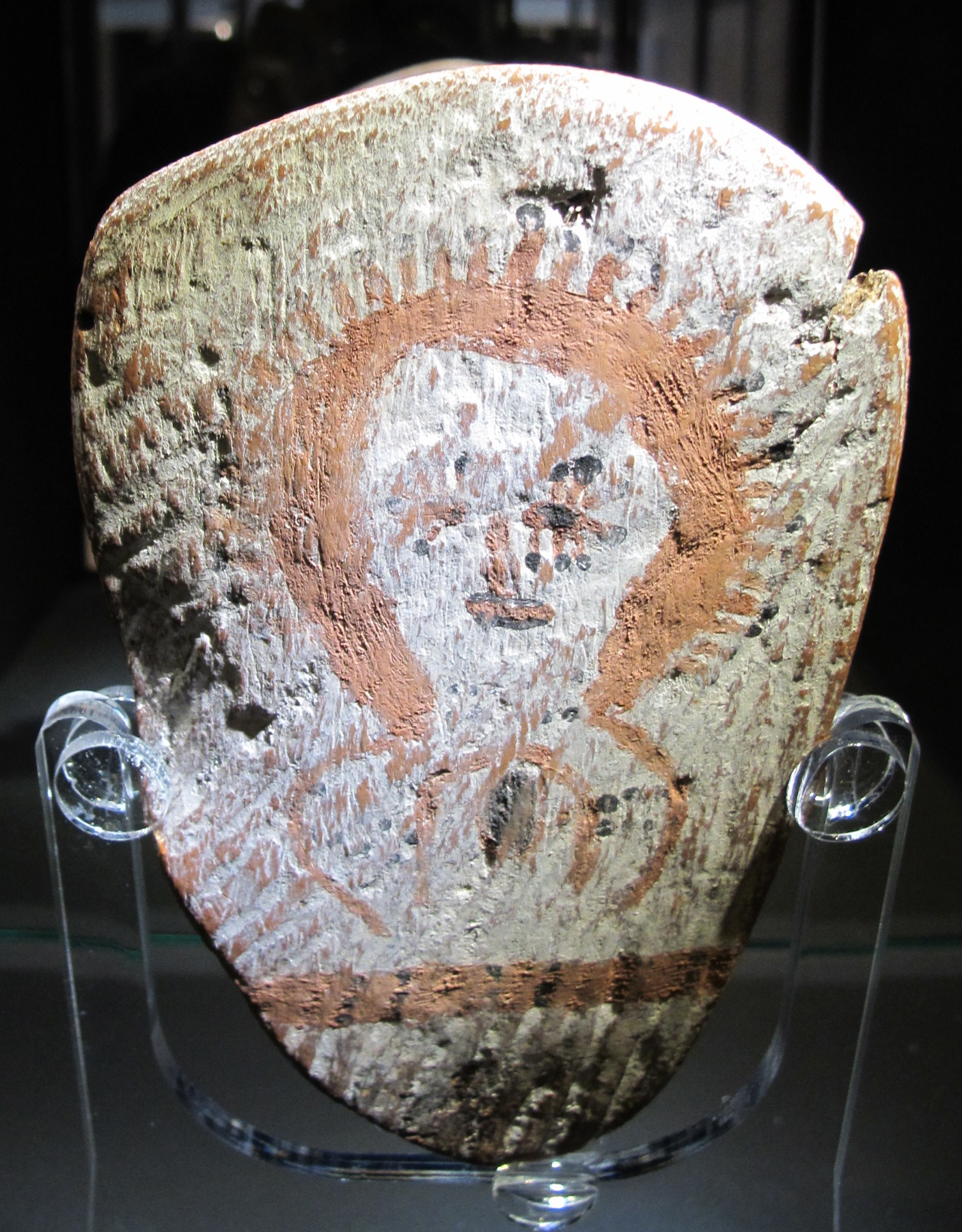
فنان من منطقة والكوت إنليت ، غرب أستراليا Depiction of Wandjina
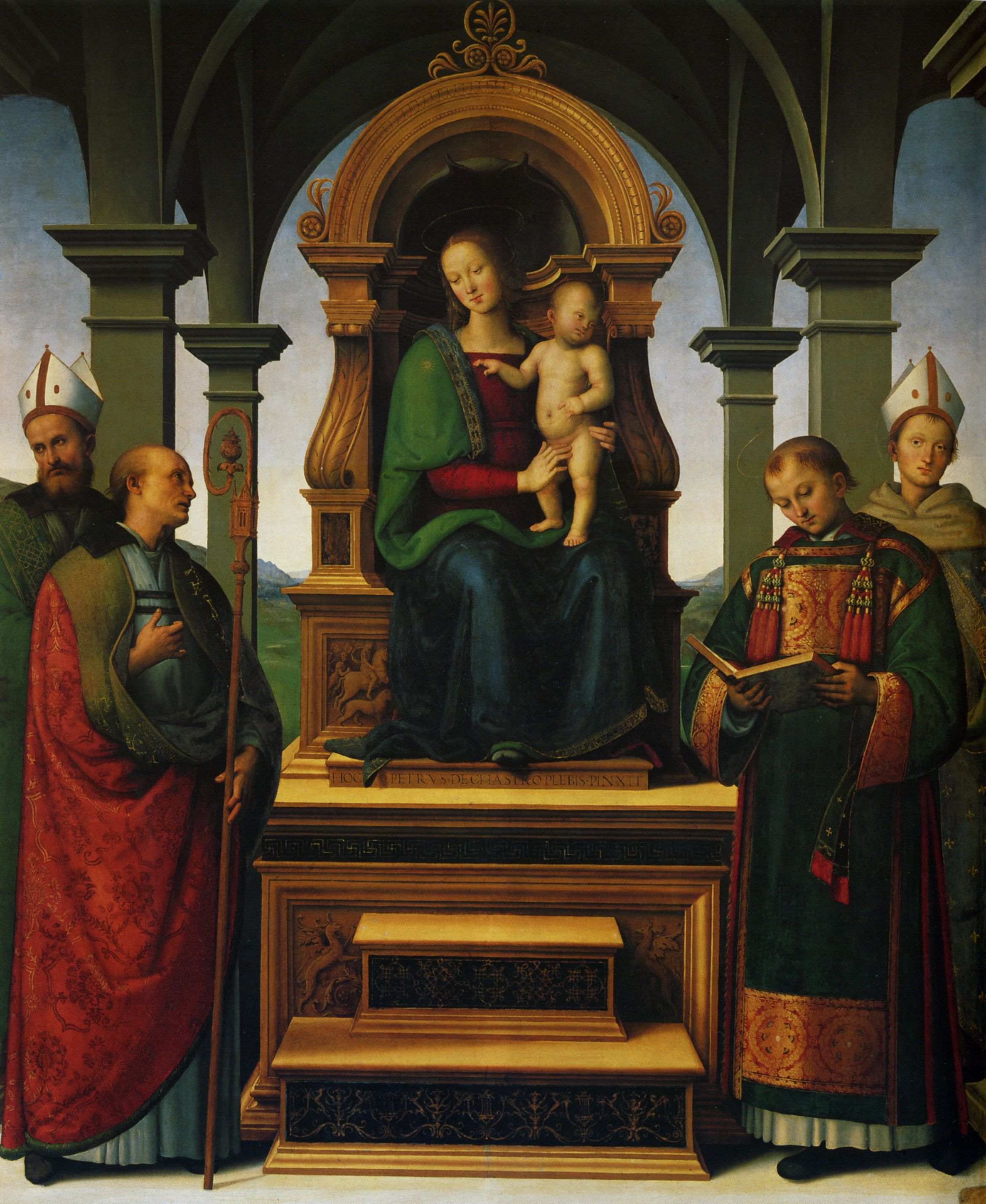
لوحة للرسام Perugino Decemviri Altarpiece, 193 x 165 cm
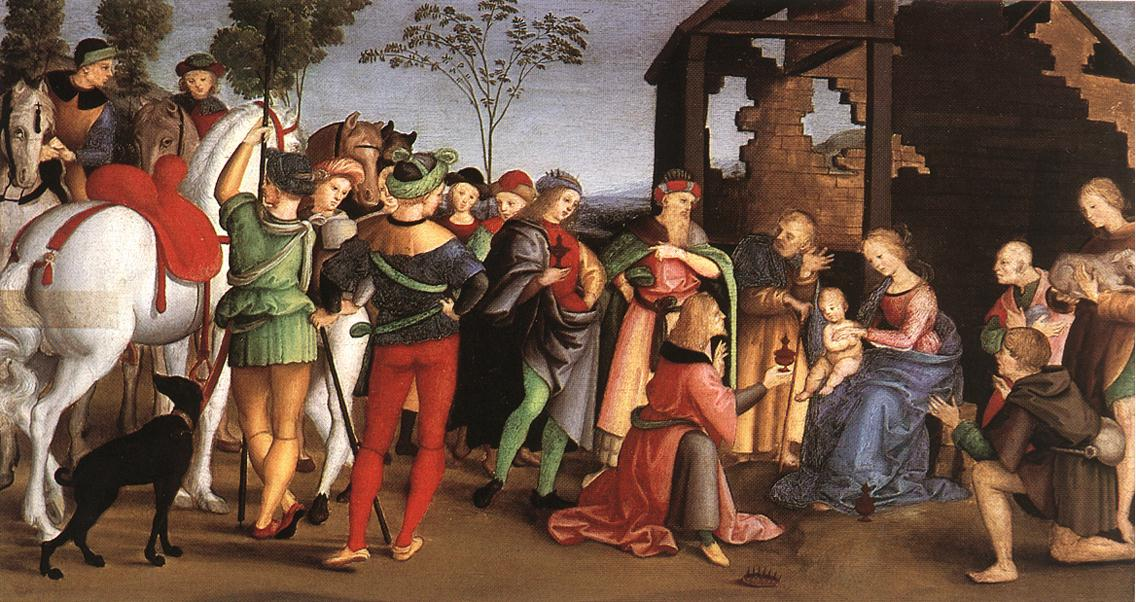
لوحة للرسام Raphael Adoration of the Magi 27 x 50 cm
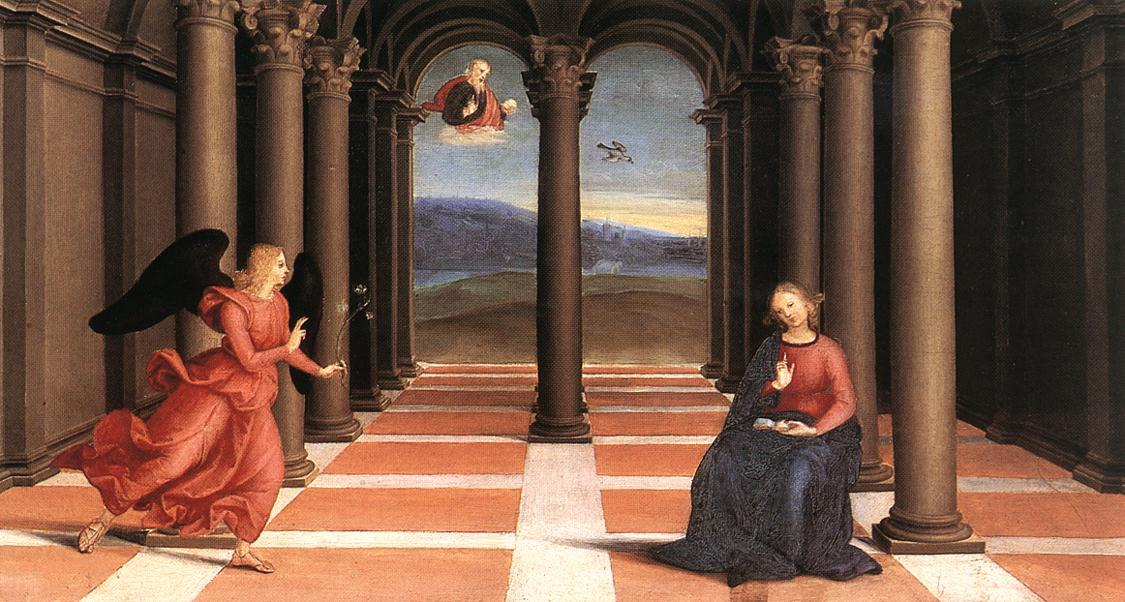
لوحة للرسام Raphael Annunciation 27 x 50 cm
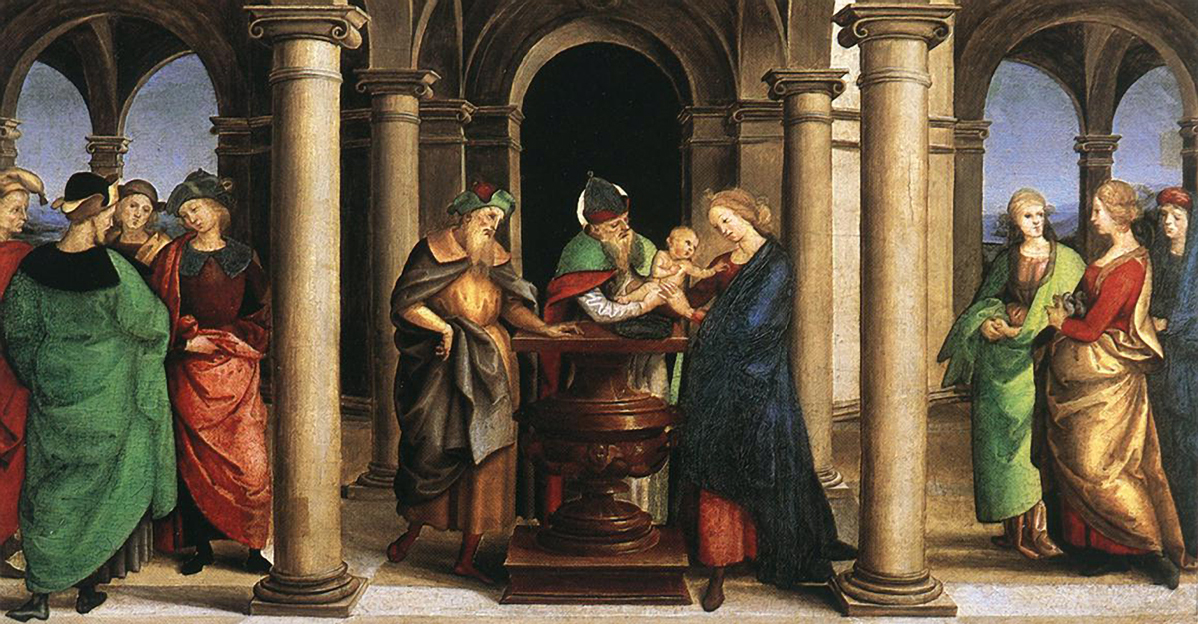
لوحة للرسام Raphael Presentation in the Temple 27 x 50 cm